# Efecte de vora

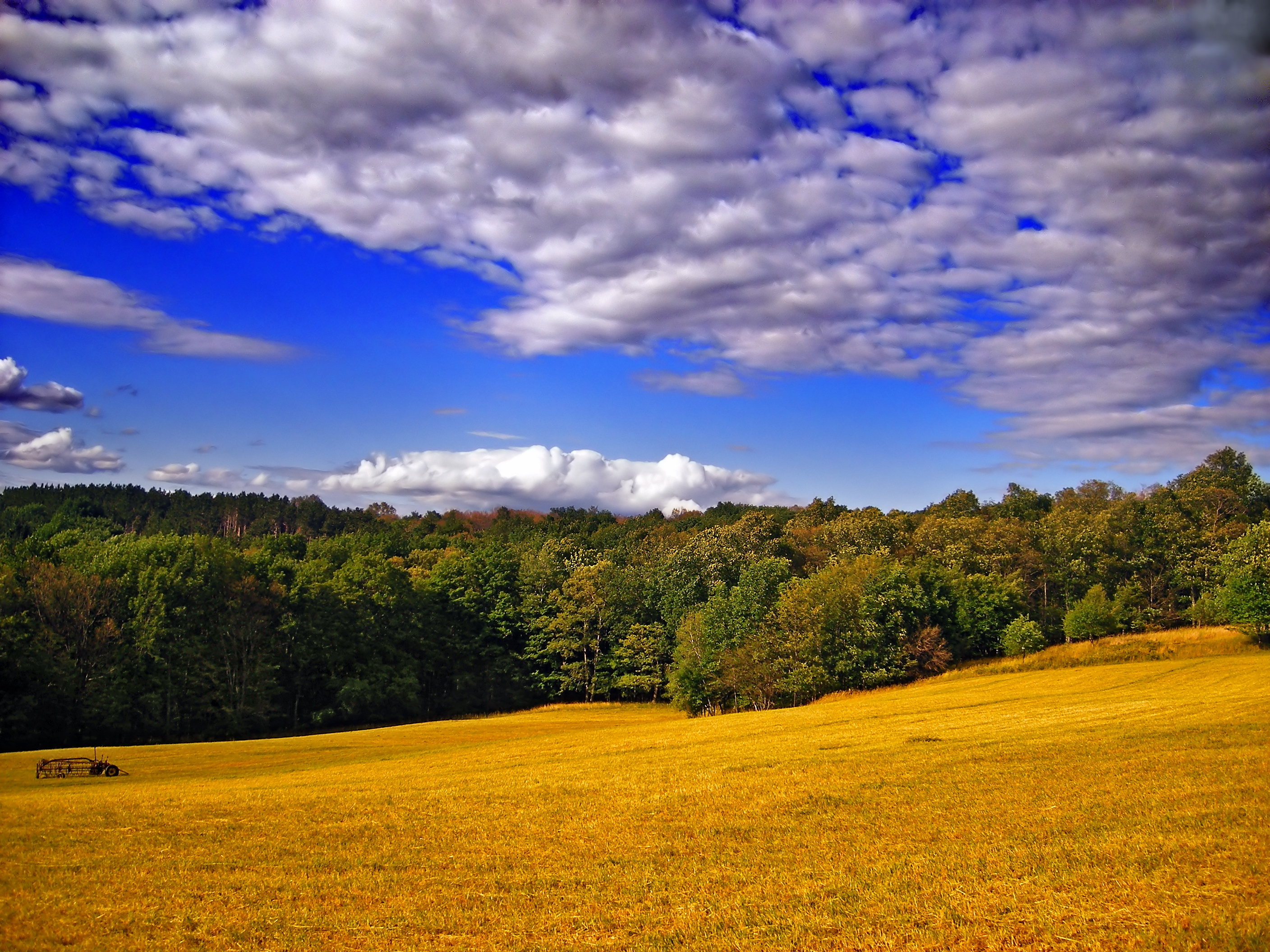
Efecte vora. Un bosc al costat d'uns camps de conreu.

Efecte de vora és el terme que s'aplica en el marc de l'ecologia a l'efecte de la juxtaposició de medi ambients molt diferents dins d'un ecosistema.

## Definició
El terme s'aplica generalment en el cas d'hàbitats naturals, especialment boscos quan es troben en contacte amb zones alterades o degradades per l'activitat humana, com un camp, una carretera, un complex turístic o una zona industrial per exemple.
Quan es consideren les vores d'un ecosistema i les zones que l'envolten són un sistema degradat o no-natural, la pertorbació causada per aquest invariablement penetra dins del sistema natural. L'efecte del contacte pot causar trastorns o pertorbacions a molta distància de la vora que ha estat demarcada oficialment, afectant seriosament a aquest ecosistema natural.
La decisió de demarcar una frontera entre una zona protegida o parc natural no significa que el medi ambient natural comenci a partir de la frontera deliniada al mapa. La realitat és que una zona prou profunda es troba sota la influència de les zones degradades o altrament sotmeses a l'activitat humana que l'envolten. Per això les xifres de superfícies de "zona protegida" que es declaren oficialment rarament coincideixen amb els ecosistemes naturals des del punt de vista ecològic, car la profunditat i intensitat de penetració de la degradació dins de la zona qualificada com a "espai natural" rarament és avaluada o reconeguda.
El terme va ser definit pel professor de zoologia Eugene P. Odum el 1971 als Estats Units.

## Exemples
Segons els càlculs que s'han fet la quantitat de boscos i aiguamolls naturals de la conca amazònica que han estat alterats per l'efecte vora sobrepassen la superfície de la zona que ha estat desforestada. Els incendis forestals són més comuns a les zones afectades per l'efecte vora a causa de la major sequera i a la major activitat humana de les vores.
A Catalunya, molts llocs com la Murtra al Delta del Llobregat o el Parc Natural del Garraf es troben greument afectats per les zones degradades que els envolten. La intensitat de l'efecte d'aquestes (aeroport del Prat, urbanitzacions, complexos comercials, autopistes) arriba fins al punt que difícilment hom podria qualificar les zones protegides dins d'aquest entorn com a "espais naturals".